# Caynabo
Caynabo – miasto w północno-zachodniej Somalii (Somaliland); w regionie Sool; 6 676 mieszkańców (2005). Jest stolicą okręgu Caynabo.